# Crassula expansa
Crassula expansa là một loài thực vật có hoa trong họ Crassulaceae. Loài này được Aiton miêu tả khoa học đầu tiên năm 1789.